# Voluntariado online
Voluntariado online é uma forma de voluntariado que, ao invés de ser efectuado presencialmente, na organização promotora, é feito em casa, no trabalho ou em outro local com acesso à internet.

## História do voluntariado online
O voluntariado online iniciou nos EUA na década de 70 e teve sua difusão a partir de 1995 através da ONG Impact Online. Em 1997 a Impact Online lançou o Projeto de Voluntariado Virtual e iniciou a difusão da modalidade para as organizações sem fins lucrativos nos EUA. Hoje o voluntariado online é praticado  por milhares de organizações  e voluntários no mundo todo. Existem vários sites e portais que disponibilizam essas oportunidades. Destacam-se o Volunteermatch, o serviço de Voluntariado Online das Nações Unidas e o Idealist.

## No Brasil
No Brasil o primeiro movimento em larga escala de voluntariado online aconteceu em Abril de 2008 com o lançamento do Movimento Blog Voluntário o qual contou  mais de 470 blogueiros voluntários online em sua primeira edição postando contra o analfabetismo digital. Mais de 500 blogueiros voluntários online participaram da segunda  edição que ocorreu em Abril de 2009, por ocasião do Dia Global do Voluntariado Jovem.
No início de 2015, o serviço de voluntariado online das Nações Unidas possibilitou a publicação de ofertas em português, facilitando a interação entre organizações, agências da ONU e entidades do governo com voluntários lusófonos que buscam contribuir para a paz e o desenvolvimento. As organizações brasileiras se beneficiam do serviço, ao poder publicar gratuitamente seus pedidos de apoio em diferentes áreas. Os recursos que seriam dedicados a elaboração de um site ou um aplicativo para celular, por exemplo, podem, através desse apoio voluntário, ser revertidos para os beneficiários finais das ONGs.
No Brasil, através do portal voluntários online e online volunteering, as organizações sem fins lucrativos cadastrados podem postar as suas vagas de voluntariado online e buscar voluntários, bem como os voluntários podem achar as vagas disponibilizadas pelas centenas de organizações cadastradas.
O Jornal Nacional fez uma matéria sobre o voluntariado online e como fazer para ser um voluntário 

## Oportunidades de voluntariado online
As oportunidades refletem as necessidades que as organizações possuem. Uma tarefa típica é a tradução de um idioma ao outro, mas tem outras mais elaboradas como o desenvolvimento completo de um projeto para uma organização ou a pesquisa sobre um tema específico. Serviços de informática, consultas jurídicas, ações de comunicação ou marketing online são apenas algumas das tarefas necessárias para apoiar e avançar o trabalho de organizações em qualquer lugar do mundo.
As oportunidades de voluntariado online disponíveis:
- Tradutores para diversos idiomas
- Assessores de Imprensa
- Web Designers
- Elaboradores de projetos
- Nutricionistas
- Advogados
- Publicitários
- Pesquisadores nas mais variadas áreas
- Analistas de Sistemas
- Blogueiros Voluntários

## Perfil dos voluntários online
Pessoas engajadas no voluntariado online são aquelas que, de casa, da escola, de telecentros ou do trabalho, desenvolvem uma série de atividades, sem remuneração, para uma ONG, escola pública ou  campanhas de causas diversas. Só no ano 2014, aproximadamente 500 brasileiros que foram voluntários online. Desde 2000, do surgimento da plataforma Serviço de Voluntariado Online da ONU, há mais de 2500 voluntários brasileiros.
A média dos voluntários online da ONU é de 30 anos, mas tem voluntários muito jovens, universitários que querem ganhar suas primeiras experiências laborais, executivos que buscam ganhar conhecimento em outras áreas e idosos que encontram neste programa uma chance de compartilhar a sabedoria adquirida ao longo da vida. Tem também pessoas aposentadas, que já acumularam experiência de muitos anos e querem ser voluntárias. 58 % dos voluntários são mulheres, e 60 % vêm dos países em desenvolvimento. As pessoas podem optar por receber alertas com as oportunidades online que se encaixem com seu perfil. Diariamente, o programa de voluntariado da ONU publica cerca de 100 oportunidades em sua conta do Twitter (hashtag: online volunteering). O requisito mínimo é ter 18 anos, os voluntários podem postular para qualquer vaga publicada, mas os requisitos de cada tarefa são específicos; a seleção fica a critério de cada organização.